# 库尔塞勒莱日索尔
库尔塞勒莱日索尔（法語：Courcelles-lès-Gisors，法語發音：[kuʁsɛl lɛ ʒizɔʁ]，意为“日索尔附近的库尔塞勒”）是法国瓦兹省的一个市镇，属于博韦区。

## 地理
库尔塞勒莱日索尔（49°15'39"N, 1°44'34"E）面积6.92 平方千米，位于法国上法蘭西大區瓦兹省，该省份为法国北部内陆省份，北起索姆省，西接厄尔省和滨海塞纳省，南至塞纳-马恩省和瓦兹河谷省，东临埃纳省。
与库尔塞勒莱日索尔接壤的市镇（或旧市镇、城区）包括：当居、日索尔、诺夫勒圣马丹、韦克桑地区布里。

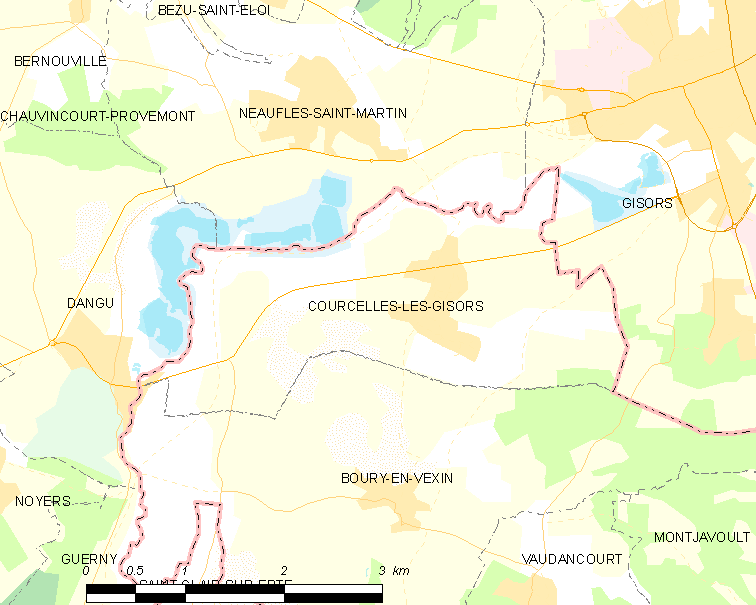
库尔塞勒莱日索尔的OSM定位图

库尔塞勒莱日索尔的时区为UTC+01:00、UTC+02:00（夏令时）。

## 行政
库尔塞勒莱日索尔的邮政编码为60240，INSEE市镇编码为60169。

## 政治
库尔塞勒莱日索尔所属的省级选区为韦克桑地区肖蒙县。

## 人口

1962-2008年间库尔塞勒莱日索尔人口变化图示

库尔塞勒莱日索尔于2022年1月1日时的人口数量为811人。